# KFC Roeselare
KFC Roeselare was een Belgische voetbalclub uit Roeselare. De club was aangesloten bij de KBVB met stamnummer 286 en speelde in het Rodenbachstadion, gelegen in de stadswijk Krottegem. FC Roeselare ontstond rond dezelfde periode als stadsgenoot SK Roeselare, maar speelde het grootste deel van de clubgeschiedenis op een iets lager niveau.
Na 10 jaar samen met KSK Roeselare in één reeks te hebben gespeeld, fusioneerden beide clubs  in 1999 uiteindelijk tot één nieuwe grote Roeselaarse voetbalclub: KSV Roeselare.

## Geschiedenis
In 1910 ontstond de club als Football Club Roeselare, nadat één jaar eerder het in 1902 opgerichte SV Roeselare (Union Sportive Roulers) wegens financiële problemen de boeken moest neerleggen. FC Roeselare startte meteen in dezelfde reeks als (het opnieuw opgerichte) SV Roeselare. Door de Eerste Wereldoorlog werden de activiteiten van de club echter ontbonden. Pas enkele jaren na de oorlog werd de voetbalclub heropgestart en in 1923 als nieuwe club ingeschreven bij de voetbalbond. Een aantal jaar later kreeg FC Roeselare stamnummer 286 toegewezen.
In tegenstelling tot stadsgenoot SK Roeselare (de nieuwe club na het door de Eerste Wereldoorlog ter ziele gegane SV Roeselare), bleef FC Roeselare in de provinciale reeksen spelen. De club kreeg in 1935 bij zijn zilveren jubileum de koninklijke titel en werd zo KFC Roeselare. Tijdens de Tweede Wereldoorlog, in 1942, werd KFC Roeselare uiteindelijk kampioen in de hoogste provinciale reeks, en zo kon men voor het eerst naar de nationale bevorderingsreeksen, toen de derde klasse.
Na de oorlog zakte de club weer naar Provinciale. Dat seizoen 1947/48 eindigde men weliswaar meteen weer eerste, maar wegens het opstellen van een speler die zijn burgerrechten niet bezat, werd de titel ontnomen. Het jaar erop eindigde men weer eerste en ditmaal werd men echt kampioen en promoveerde men opnieuw naar het nationale voetbal. Tot halverwege de jaren 50 bleef KFC Roeselare in Bevordering (in de jaren 50 was dit de Vierde Klasse geworden), maar zakte daarna weer weg.
Het zou dertig jaar duren eer de club weer naar het nationale voetbal kon. In 1986 werd men kampioen in Eerste Provinciale met promotie naar Vierde Klasse als gevolg, het jaar erop stootte men dankzij een nieuwe titel al meteen door naar Derde. Op het seizoen 1990/91 na bleef de ploeg het komende decennia in Derde Klasse, waar het naast stadsgenoot KSK Roeselare speelde.
In 1998 promoveerde KSK Roeselare naar Tweede Klasse. Om de krachten te bundelen en onder druk van een aantal sponsors besloten de twee clubs uiteindelijk in 1999 om samen te gaan tot één nieuwe en grote Roeselaarse voetbalclub. Bovendien was KFC Roeselare net op de laatste plaats geëindigd in Derde Klasse en zou dus moeten degraderen. Beide clubs fusioneerden uiteindelijk tot KSV Roeselare, dat met het stamnummer 134 van SK verder speelde in Tweede Klasse. Het stamnummer 286 van KFC Roeselare verdween definitief.
In 2000 werd door een aantal oud-aanhangers van KFC Roeselare een nieuwe club opgericht onder de naam Club Roeselare. Deze club sloot aan bij de voetbalbond met stamnummer 9360. De club ging van start in de onderste provinciale reeksen, maar klom al gauw op naar Eerste Provinciale en ging ook terug in het Rodenbachstadion spelen. Dit is niet dezelfde club als KFC Roeselare, maar een volledig nieuwe voetbalclub met een ander stamnummer.

## Resultaten
| Seizoen | Klasse | Klasse | Klasse | Klasse | Klasse | Klasse | Klasse | Reeks                                     | Punten                                    | Opmerkingen                                 |                                           |
|         | I      | II     | III    | P.II   |        |        |        |                                           |                                           |                                             |                                           |
| ------- | ------ | ------ | ------ | ------ | ------ | ------ | ------ | ----------------------------------------- | ----------------------------------------- | ------------------------------------------- | ----------------------------------------- |
| 1942/43 |        |        | 9      |        |        |        |        | Bevordering D                             | 25                                        |                                             |                                           |
| 1943/44 |        |        | 2      |        |        |        |        | Bevordering A                             | 37                                        |                                             |                                           |
| 1944/45 |        |        |        |        |        |        |        |                                           |                                           | Geen competitie door Wereldoorlog II        |                                           |
| 1945/46 |        |        | 2      |        |        |        |        | Bevordering A                             | 43                                        |                                             |                                           |
| 1946/47 |        |        | 14     |        |        |        |        | Bevordering D                             | 29                                        |                                             |                                           |
| 1947/48 |        |        |        | ?      |        |        |        | Tweede prov. W-Vl.                        | ?                                         |                                             |                                           |
| 1948/49 |        |        |        | ?      |        |        |        | Tweede prov. W-Vl.                        | ?                                         |                                             |                                           |
| 1949/50 |        |        | 5      |        |        |        |        | Bevordering A                             | 34                                        |                                             |                                           |
| 1950/51 |        |        | 8      |        |        |        |        | Bevordering B                             | 29                                        |                                             |                                           |
| 1951/52 |        |        | 10     |        |        |        |        | Bevordering B                             | 25                                        | Degradatie omwille van competitiehervorming |                                           |
|         | I      | II     | III    | IV     | P.I    | P.II   | P.III  | Vanaf 1952/53 zijn er 4 nationale niveaus | Vanaf 1952/53 zijn er 4 nationale niveaus | Vanaf 1952/53 zijn er 4 nationale niveaus   | Vanaf 1952/53 zijn er 4 nationale niveaus |
| 1952/53 |        |        |        | 6      |        |        |        | Vierde Klasse A                           | 34                                        |                                             |                                           |
| 1953/54 |        |        |        | 9      |        |        |        | Vierde Klasse D                           | 28                                        |                                             |                                           |
| 1954/55 |        |        |        | 14     |        |        |        | Vierde Klasse C                           | 21                                        |                                             |                                           |
| 1955/86 |        |        |        |        |        |        |        | Prov. reeksen W-Vl.                       |                                           |                                             |                                           |
| 1986/87 |        |        |        | 1      |        |        |        | Vierde Klasse A                           | 43                                        |                                             |                                           |
| 1987/88 |        |        | 5      |        |        |        |        | Derde Klasse A                            | 35                                        |                                             |                                           |
| 1988/89 |        |        | 6      |        |        |        |        | Derde Klasse A                            | 32                                        |                                             |                                           |
| 1989/90 |        |        | 16     |        |        |        |        | Derde Klasse A                            | 21                                        |                                             |                                           |
| 1990/91 |        |        |        | 1      |        |        |        | Vierde Klasse A                           | 47                                        |                                             |                                           |
| 1991/92 |        |        | 8      |        |        |        |        | Derde Klasse A                            | 30                                        |                                             |                                           |
| 1992/93 |        |        | 3      |        |        |        |        | Derde Klasse A                            | 40                                        |                                             |                                           |
| 1993/94 |        |        | 15     |        |        |        |        | Derde Klasse A                            | 22                                        |                                             |                                           |
| 1994/95 |        |        | 6      |        |        |        |        | Derde Klasse A                            | 35                                        |                                             |                                           |
| 1995/96 |        |        | 7      |        |        |        |        | Derde Klasse A                            | 43                                        |                                             |                                           |
| 1996/97 |        |        | 6      |        |        |        |        | Derde Klasse A                            | 42                                        |                                             |                                           |
| 1997/98 |        |        | 6      |        |        |        |        | Derde Klasse A                            | 43                                        |                                             |                                           |
| 1998/99 |        |        | 16     |        |        |        |        | Derde Klasse A                            | 10                                        |                                             |                                           |

## Lijst Voorzitters KFC Roeselare en Club Roeselare.
- 1910 – 1922:     Edmond Facon
- 1923 – 1925:     Valère Verburgh
- 1925 – 1931:     Frank Delaere
- 1931 – 1945:     Camille Legein
- 1945 – 1959:     Joseph Reynaert
- 1959 – 1969:     Jules Dubus
- 1969 – 1976:     dr. Paul Vandenbroucke
- 1976 – 1982:     Roger Hostekint
- 1982 – 1999:     Fernand Bril
- 2000 – 2004:     dr. Gerrie Eestermans
- 2004 – 2005:     Willy Olivier
- 2005 – 2010:     Jery Geldhof
- 2010 – 2015:     Johan de Pretre
- 2015 – 2017:     Harold Pattyn
- 2017 - …..           Wim Dejonckheere